# Orthezia annae
Orthezia annae är en insektsart som beskrevs av Theodore Dru Alison Cockerell 1893. 
Orthezia annae ingår i släktet Orthezia och familjen vaxsköldlöss. Inga underarter finns listade i Catalogue of Life.